# 熊瑞 (天順進士)
熊瑞（1436年—？年），字廷珪，四川眉州，醫籍，治《詩經》。

## 生平
二月十四日生，行四，由州學生中式四川鄉試第十八名舉人，會試中式第二百七十七名。年二十二歲中式天順元年丁丑科第三甲第一百四十九名進士。

## 家族
曾祖熊如泰，醫學典科；祖熊燦；父熊添祥；母盧氏。具慶下，妻程氏（聘），兄威、魁、昂，弟侯。